# アンアース

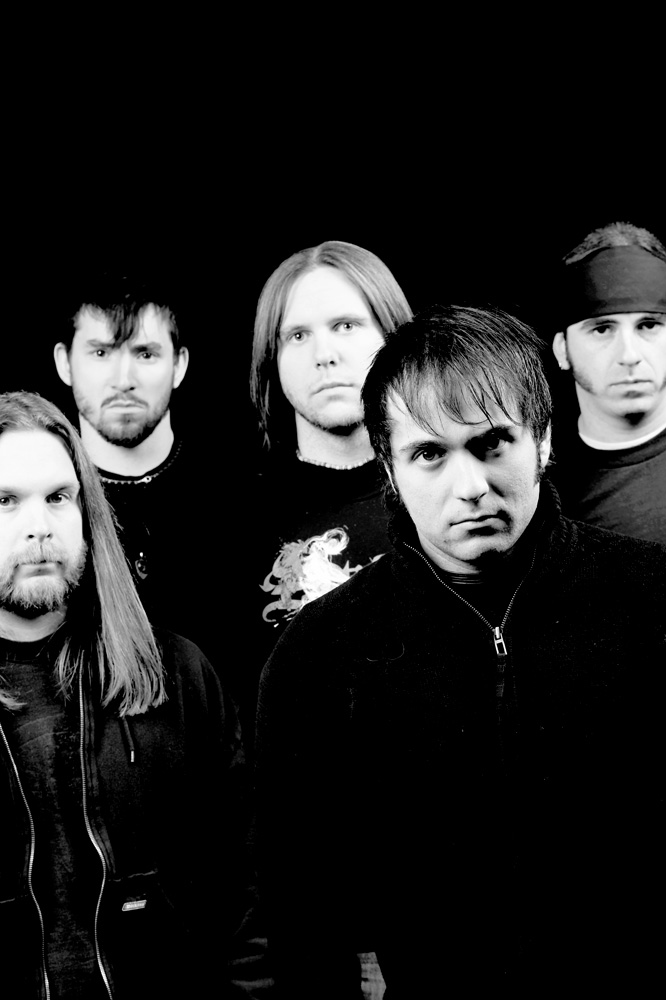
左から、バズ・マクグラス、マイク・ジャスティアン、トレヴァー・フィップス、ケン・スージー、ジョン・マグガード（2006年）

アンアース（Unearth）は、アメリカ合衆国のメタルコア・バンドである。
雑誌『メタルハンマー』の記者とのインタビューにおいて、メンバーらは、ソイルワーク、アット・ザ・ゲイツ、アース・クライシス、イン・フレイムス、メタリカ、パンテラ、スレイヤーなどから多大な影響を受けたことを打ち明けた。

## 略歴
1998年、マサチューセッツ州東部で、トレヴァー・フィップス、バズ・マクグラス、ケン・スージー、マイク・ラドバーグ、クリス・リビッキらがアンアースを結成。
2005年、「EXTREME THE DOJO Vol.13」にて、ATREYU、NORMA JEANと共に初来日公演。
2006年、LOUD PARKに出演、2度目の来日公演を果たす。
2009年、イン・フレイムス、ラム・オブ・ゴッドと共に3度目の来日公演。
2010年、ザ・ブラック・ダリア・マーダー、日本のバンドEach Of The Daysと共に4度目の来日公演を行う。
2023年、1月16日・17日、約8年ぶりとなる来日公演『UNEARTH JAPAN TOUR 2023 with SABLE HILLS』を渋谷CYCLONE(16日)、代官山UNIT(17日)にて開催。ゲストとして日本のバンド、SABLE HILLSが出演。

## メンバー

### 現在のメンバー
- バズ・マクグラス (Buz McGrath) – ギター (1998年– )
- トレヴァー・フィップス (Trevor Phipps) – ボーカル (1998年– )
- マイク・ジャスティアン (Mike Justian) – ドラム (2002年–2007年、2022年– )
- クリス・オトゥール (Chris O'Toole) – ベース、バック・ボーカル (2014年– )
- ピーター・レイマン (Peter Layman) – ギター、バック・ボーカル (2023年– 、ツアー・メンバー 2005年、2022年–2023年)

### 旧メンバー
- ケン・スージー (Ken Susi) – ギター、バック・ボーカル (1998年–2023年)
- マイク・ラドバーグ (Mike Rudberg) – ドラム (1998年–2002年)
- クリス・"ローヴァー"・リビッキ (Chris "Rover" Rybicki) – ベース (1998年–2002年) ※2010年死去
- ジョン・"スロー"・マグガード (John "Slo" Maggard) – ベース、バック・ボーカル (2002年–2012年)
- デレク・カースウィル (Derek Kerswill) – ドラム (2007年–2010年)
- ジャスティン・フォリー (Justin Foley) – ドラム (2011年–2012年)
- ニック・ピアース (Nick Pierce) – ドラム (2012年–2022年)
- マット・デヴリーズ (Matt DeVries) – ベース、バック・ボーカル (2012年–2014年)

## ディスコグラフィ

### スタジオ・アルバム
- The Stings of Conscience (2001年、Eulogy)
- 『ジ・オンカミング・ストーム』 - The Oncoming Storm (2004年、Metal Blade)
- 『スリー イン・ジ・アイズ・オブ・ファイヤー』 - III: In the Eyes of Fire (2006年、Metal Blade)
- 『ザ・マーチ』 - The March (2008年、Metal Blade)
- 『ダークネス・イン・ザ・ライト』 - Darkness in the Light (2011年、Metal Blade)
- 『ウォッチャーズ・オブ・ルールズ』 - Watchers of Rule (2014年、eOne Music)
- Extinction(s) (2018年、Century Media)
- 『ザ・レチッド : ザ・ルーイナス』 - The Wretched; the Ruinous (2023年、Century Media)[4]

### EP
- Above the Fall of Man (1999年)
- Endless (2002年)

### コンピレーション・アルバム
- Our Days of Eulogy (2005年)